# 港区立港陽中学校
港区立港陽中学校（みなとくりつ こうようちゅうがっこう）は、東京都港区台場一丁目に位置する区立中学校。

## 概要
1996年台場地区に開校。授業では習熟度別授業や少人数授業を行い、学力並びに進学実績の向上を目指している。全校生徒数は90名（2007年4月現在）であり、開校当初から小規模校として知られている。また、にじのはし幼稚園・港陽小学校と校地を共有している。
2010年4月1日より、港陽小学校と共に港区立では初となる小中一貫教育校 港区立お台場学園を形成している。
児童数と教員数
| 年度     | 児童総数 | 1年生 | 2年生 | 3年生 | 教員数 | 職員数 |
| -------- | -------- | ----- | ----- | ----- | ------ | ------ |
| 平成23年 | 72人     | 27人  | 28人  | 17人  | 11人   | 0人    |
| 平成24年 | 71人     | 20人  | 25人  | 26人  | 11人   | 0人    |
| 平成25年 | 65人     | 19人  | 20人  | 26人  | 11人   | 1人    |
| 平成26年 | 69人     | 28人  | 21人  | 20人  | 11人   | 1人    |
| 平成27年 | 67人     | 18人  | 28人  | 21人  | 12人   | 1人    |

## 沿革
- 1996年
  - 4月6日 - 港区立港陽中学校開校式挙行（当時の生徒数は1年15名、2年8名、3年10名の計33名）。
  - 10月5日 - 校舎落成式挙行。
- 2003年4月25日 - 風力発電気象観測装置竣工。
- 2004年3月29日 - 屋上庭園・風力発電装置増設竣工。
- 2005年
  - 4月1日 - 現第4代校長：佐藤榮一就任。
  - 5月14日 - 保護者と教職員の会「かけはし」が発足する。
- 2006年10月21日 - 創立10周年記念式典挙行。
- 2007年4月9日 - 第12回入学式挙行、新入生37名入学。
- 2010年4月1日 - 港区立小中一貫教育校 お台場学園に改組。

## 学校施設

### 所在地
- 〒135-0091 東京都港区台場一丁目1番5号

### 最寄駅
- ゆりかもめお台場海浜公園駅徒歩7分
- りんかい線東京テレポート駅徒歩15分

### 修学旅行
- 毎年5月に2泊3日の日程で行われる。近隣の中学校と同様に京都・奈良を巡る場合が多かったが、2024年度より港区の方針によりシンガポールへの修学旅行へと変化した。

### 運動会
- 毎年6月に、校地を共有するにじのはし幼稚園・港陽小学校と合同で開催される。